# Aiden McFadden
Aiden McFadden (West Chester, Pensilvania, Estados Unidos; 28 de septiembre de 1998) es un futbolista estadounidense. Juega de extremo y su equipo actual es el Louisville City de la USL Championship, a préstamo desde el Atlanta United.

## Trayectoria
McFadden jugó fútbol universitario con los Notre Dame Fighting Irish de la Universidad de Notre Dame entre 2017 y 2020.
Durante su etapa en la universidad, en 2018 jugó por el West Chester United de la NPSL.
El 21 de enero de 2021, fue seleccionado por el Atlanta United en el puesto 59° del SuperDraft de la MLS 2021. En abril de ese año, fichó por el segundo equipo del club, el Atlanta United 2 de la USL.
Debutó por el primer equipo de Atlanta, el 5 de marzo de 2022 ante Colorado Rapids.

## Estadísticas
Actualizado al último partido disputado el 14 de agosto de 2022
| West Chester United Estados Unidos  | 4.ª           | 2018          | 6  | 4  | 1 | 0 | – | – | 7  | 4  |
| West Chester United Estados Unidos  | Total club    | Total club    | 6  | 4  | 1 | 0 | 0 | 0 | 7  | 4  |
| Atlanta United 2 Estados Unidos     | 2.ª           | 2021          | 28 | 8  | – | – | – | – | 28 | 8  |
| Atlanta United 2 Estados Unidos     | 2.ª           | 2022          | 13 | 0  | – | – | – | – | 13 | 0  |
| Atlanta United 2 Estados Unidos     | Total club    | Total club    | 41 | 8  | 0 | 0 | 0 | 0 | 41 | 8  |
| Atlanta United Estados Unidos       | 1.ª           | 2022          | 11 | 0  | 0 | 0 | – | – | 11 | 0  |
| Atlanta United Estados Unidos       | Total club    | Total club    | 11 | 0  | 0 | 0 | 0 | 0 | 11 | 0  |
| Total carrera                       | Total carrera | Total carrera | 58 | 12 | 1 | 0 | 0 | 0 | 59 | 12 |
| (1) Incluye datos de la US Open Cup |               |               |    |    |   |   |   |   |    |    |